# 王屹宇
王屹宇（1962年6月—），江苏如皋人，享受国务院特殊津贴专家，中华人民共和国教育人物、中学校长。

## 生平
1983年本科毕业于安徽师范大学中文系。曾任安徽省铜陵市第一中学校长、书记。现任安徽师范大学附属庐江第三中学校长。

## 奖励与荣誉
曾获全国模范教师、全国优秀语文教师、安徽省特级教师、教育部全国绿色园丁奖、安徽省教坛新星等荣誉称号。2000年获安徽省语文优质课一等奖，2001年获安徽省教坛新星语文教学评比第一名，2003年获第四届语文报杯全国中青年教师课堂教学大赛一等奖。2019年获中国长三角最具影响力校长荣誉称号。

## 社会兼职
第十二届安徽省政协委员。